# Juegos de la Mancomunidad de 2018
Los XXI Juegos de la Mancomunidad se celebraron en Gold Coast (Queensland, Australia), del 4 al 15 de abril de 2018. Fue la quinta vez que Australia organizó los Juegos de la Mancomunidad y la primera vez que un evento multideportivo importante logró la igualdad de género al tener un número igual de eventos para atletas masculinos y femeninos.

## Naciones participantes
En los Juegos de la Mancomunidad de 2018 participaron 71 naciones.
| \| - Anguila (12) - Antigua y Barbuda (18) - Australia (473) - Bahamas (31) - Bangladés (26) - Barbados (45) - Belice (12) - Bermudas (8) - Botsuana (27) - Brunéi (8) - Camerún (41) - Canadá (292) - Chipre (47) - Dominica (13) - Escocia (231) - Fiyi (97) - Gales (222) - Gambia (6) - Ghana (71) - Gibraltar (22) - Granada (15) - Guernsey (31) - Guyana (23) - India (218) \| - Inglaterra (401) - Irlanda del Norte (90) - Isla de Man (32) - Isla Norfolk (18) - Islas Caimán (22) - Islas Cook (18) - Islas Malvinas (15) - Islas Salomón (14) - Islas Turcas y Caicos (9) - Islas Vírgenes Británicas (10) - Jamaica (115) - Jersey (33) - Kenia (138) - Kiribati (16) - Lesoto (20) - Malasia (178) - Malaui (20) - Malta (25) - Mauricio (54) - Montserrat (7) - Mozambique (28) - Namibia (28) - Nauru (16) - Nigeria (90) \| - Niue (19) - Nueva Zelanda (256) - Pakistán (56) - Papúa Nueva Guinea (56) - Ruanda (17) - Samoa (38) - San Cristóbal y Nieves (10) - San Vicente y las Granadinas (20) - Santa Elena, Ascensión y Tristán de Acuña (9) - Santa Lucía (13) - Seychelles (25) - Sierra Leona (25) - Singapur (60) - Sri Lanka (80) - Suazilandia (10) - Sudáfrica (198) - Tanzania (19) - Tonga (13) - Trinidad y Tobago (51) - Tuvalu (7) - Uganda (70) - Vanuatu (18) - Zambia (38) \| | | |
| - Anguila (12) - Antigua y Barbuda (18) - Australia (473) - Bahamas (31) - Bangladés (26) - Barbados (45) - Belice (12) - Bermudas (8) - Botsuana (27) - Brunéi (8) - Camerún (41) - Canadá (292) - Chipre (47) - Dominica (13) - Escocia (231) - Fiyi (97) - Gales (222) - Gambia (6) - Ghana (71) - Gibraltar (22) - Granada (15) - Guernsey (31) - Guyana (23) - India (218) | - Inglaterra (401) - Irlanda del Norte (90) - Isla de Man (32) - Isla Norfolk (18) - Islas Caimán (22) - Islas Cook (18) - Islas Malvinas (15) - Islas Salomón (14) - Islas Turcas y Caicos (9) - Islas Vírgenes Británicas (10) - Jamaica (115) - Jersey (33) - Kenia (138) - Kiribati (16) - Lesoto (20) - Malasia (178) - Malaui (20) - Malta (25) - Mauricio (54) - Montserrat (7) - Mozambique (28) - Namibia (28) - Nauru (16) - Nigeria (90) | - Niue (19) - Nueva Zelanda (256) - Pakistán (56) - Papúa Nueva Guinea (56) - Ruanda (17) - Samoa (38) - San Cristóbal y Nieves (10) - San Vicente y las Granadinas (20) - Santa Elena, Ascensión y Tristán de Acuña (9) - Santa Lucía (13) - Seychelles (25) - Sierra Leona (25) - Singapur (60) - Sri Lanka (80) - Suazilandia (10) - Sudáfrica (198) - Tanzania (19) - Tonga (13) - Trinidad y Tobago (51) - Tuvalu (7) - Uganda (70) - Vanuatu (18) - Zambia (38) |

## Deportes
| - Deportes acuáticos: - Salto - Natación (detalle) - Atletismo - Bádminton - Baloncesto - Bolos - Boxeo - Ciclismo: - Ciclismo de pista - Ciclismo de carretera - Ciclismo de montaña | - Gimnasia: - Gimnasia artística - Gimnasia rítmica - Judo - Hockey sobre césped - Netball - Halterofilia (detalle) - Levantamiento de potencia | - Lucha - Rugby 7 (detalle) - Tiro con arco - Tiro olímpico - Squash - Triatlón - Tenis de mesa - Voleibol de playa |

## Desarrollo

### Calendario
En el siguiente calendario de eventos cada casilla azul representa los días en los que hubo competición, las casillas amarillas representan los días durante los cuales se llevaron a cabo los eventos finales de un deporte y se entregaron las medallas. El número en cada casilla representa el número de finales que se disputaron ese día. 
Los eventos empezaron el 5 de abril, un día después de la ceremonia de apertura, y culminaron el 15 de abril con la ceremonia de clausura.
| CA | Ceremonia de Apertura | ● | Eventos de competición | 1 | Eventos finales | CC | Ceremonia de Clausura |

| Abril                     | Abril                     | 4 Mié | 5 Jue | 6 Vie | 7 Sáb | 8 Dom | 9 Lun | 10 Mar | 11 Mié | 12 Jue | 13 Vie | 14 Sáb | 15 Dom | Eventos         |
| ------------------------- | ------------------------- | ----- | ----- | ----- | ----- | ----- | ----- | ------ | ------ | ------ | ------ | ------ | ------ | --------------- |
| Ceremonias                | Ceremonias                | CA    |       |       |       |       |       |        |        |        |        |        | CC     |                 |
| Deportes acuáticos        | Salto                     |       |       |       |       |       |       |        | 3      | 2      | 3      | 2      |        | 10              |
| Deportes acuáticos        | Natación                  |       | 7     | 9     | 8     | 8     | 9     | 9      |        |        |        |        |        | 50              |
| Atletismo                 | Atletismo                 |       |       |       |       | 5     | 6     | 8      | 7      | 10     | 9      | 9      | 4      | 58              |
| Bádminton                 | Bádminton                 |       | ●     | ●     | ●     | ●     | 1     | ●      | ●      | ●      | ●      | ●      | 5      | 6               |
| Baloncesto                | Baloncesto                |       | ●     | ●     | ●     | ●     | ●     | ●      |        |        | ●      | 1      | 1      | 2               |
| Voleibol de playa         | Voleibol de playa         |       |       | ●     | ●     | ●     | ●     | ●      | ●      | 2      |        |        |        | 2               |
| Boxeo                     | Boxeo                     |       | ●     | ●     | ●     | ●     | ●     | ●      | ●      |        | ●      | 16     |        | 16              |
| Ciclismo                  | Montaña                   |       |       |       |       |       |       |        |        | 2      |        |        |        | 2               |
| Ciclismo                  | Carretera                 |       |       |       |       |       |       | 2      |        |        |        | 2      |        | 4               |
| Ciclismo                  | Pista                     |       | 6     | 4     | 6     | 4     |       |        |        |        |        |        |        | 20              |
| Gimnasia                  | Artística                 |       | 1     | 1     | 2     | 5     | 5     |        |        |        |        |        |        | 14              |
| Gimnasia                  | Rítmica                   |       |       |       |       |       |       |        | 1      | 1      | 4      |        |        | 6               |
| Hockey                    | Hockey                    |       | ●     | ●     | ●     | ●     | ●     | ●      | ●      | ●      | 2      |        |        | 2               |
| Bolos sobre hierba        | Bolos sobre hierba        |       | ●     | ●     | ●     | 2     | 2     | ●      | 1      | 2      | 3      |        |        | 10              |
| Netball                   | Netball                   |       | ●     | ●     | ●     | ●     | ●     | ●      | ●      | ●      |        | ●      | 1      | 1               |
| Levantamiento de potencia | Levantamiento de potencia |       |       |       |       |       |       | 4      |        |        |        |        |        | 4               |
| Rugby 7                   | Rugby 7                   |       |       |       |       |       |       |        |        |        | ●      | ●      | 2      | 2               |
| Tiro deportivo            | Tiro deportivo            |       |       |       |       | 3     | 3     | 3      | 3      | 1      | 3      | 3      |        | 19              |
| Squash                    | Squash                    |       | ●     | ●     | ●     | ●     | 2     | ●      | ●      | ●      | ●      | 1      | 2      | 5               |
| Tenis de mesa             | Tenis de mesa             |       | ●     | ●     | ●     | 1     | 1     | ●      | ●      | ●      | 1      | 4      | 2      | 9               |
| Triatlón                  | Triatlón                  |       | 2     |       | 3     |       |       |        |        |        |        |        |        | 5               |
| Halterofilia              | Halterofilia              |       | 3     | 3     | 3     | 3     | 4     |        |        |        |        |        |        | 16              |
| Wrestling                 | Wrestling                 |       |       |       |       |       |       |        |        | 4      | 4      | 4      |        | 12              |
| Eventos finales           | Eventos finales           | 0     | 19    | 17    | 22    | 31    | 33    | 26     | 15     | 24     | 27     | 44     | 17     | 275             |
| Abril                     | Abril                     | 4 Mié | 5 Jue | 6 Vie | 7 Sáb | 8 Dom | 9 Lun | 10 Mar | 11 Mié | 12 Jue | 13 Vie | 14 Sáb | 15 Dom | Eventos totales |